# Танабэ, Моритакэ
Моритакэ Танабэ (яп. 田辺 盛武 Танабэ Моритакэ, 26 февраля 1889 — 10 июля 1949) — японский генерал.

## Биография
Танабэ родился в префектуре Исикава. В 1910 году он окончил военную академию, в 1918 — высшую военную академию.
В 1933-34 годах преподавал в пехотной школе. Затем работал главой отдела экономической мобилизации в министерстве армии. После этого — комендантом пехотной школы.
После начала японо-китайской войны был назначен начальником штаба 10-й армии. В 1939 году — командиром 41-й дивизии. В 1941 — начальником штаба Северо-Китайского фронта.
В 1941—1943 годах служил заместителем начальника Генерального штаба. С апреля 1943 года и до конца войны занимал должность командующего 25-й армией в Малайзии.
После окончания Второй мировой войны был арестован голландскими войсками и отправлен в Медан. Там он был предстал перед военным трибуналом. За военные преступления, совершённые против находившихся в его распоряжении военнопленных, 30 декабря 1948 года Моритакэ Танабэ был приговорён к смертной казни. Казнён 10 июля 1949 года.